# Ben May
Ben Steven May (Gravesend, 10 maggio 1984) è un ex calciatore inglese, di ruolo attaccante.

## Carriera
Gioca nei settori giovanili di Southampton, Fulham e Millwall, club con il quale il 13 agosto 2002, all'età di 18 anni, esordisce anche tra i professionisti subentrando dalla panchina in una partita di campionato pareggiata per 0-0 sul campo del Watford; quattro giorni più tardi, il 17 agosto, gioca invece la sua prima partita da titolare, nella sconfitta per 1-0 sul campo del Gillingham. Segna il suo primo gol tra i professionisti (che coincide anche con il suo unico gol nella stagione 2002-2003) il 24 ottobre, nella partita di campionato pareggiata per 1-1 sul campo dell'Ipswich Town: nel resto della stagione continua a giocare in modo sporadico, totalizzando complessivamente 10 presenze ed una rete nel campionato di seconda divisione, una presenza in FA Cup ed una presenza in Coppa di Lega; il 27 marzo 2003 viene ceduto in prestito per il resto della stagione al Colchester Utd, club di terza divisione, con cui gioca 6 partite senza mai segnare. Nella stagione 2003-2004 gioca invece in prestito al Brentford, sempre in terza divisione: qui, trova spazio con continuità, disputando 43 partite nell'arco della stagione (41 in campionato, una in FA Cup ed una nel Football League Trophy).
Terminato il prestito fa ritorno al Millwall, che però all'inizio della stagione 2004-2005 lo cede in prestito per 2 mesi (poi diventati 3 a causa di un'estensione del prestito): qui, realizza un gol in 14 partite di campionato ed un gol nell'unica presenza stagionale in Coppa di Lega; terminato il prestito, viene nuovamente ceduto in prestito (inizialmente per un mese, poi di volta in volta prolungato fino ad arrivare a complessivi 4 mesi) al Brentford, con cui realizza una rete in 10 partite di campionato e gioca 6 partite nella FA Cup 2004-2005; nel marzo del 2005 fa ritorno al Millwall, con cui nella parte finale della stagione gioca 8 partite in seconda divisione, segnando anche una rete (il calcio di rigore del definitivo 4-3 nella vittoria contro il Crewe Alexandra del 9 aprile 2005. Nella stagione 2005-2006 gioca stabilmente nel Millwall, guadagnandosi nel corso della stagione un posto da titolare fisso e realizzando in totale 11 reti (10 delle quali nelle 39 presenze stagionali in campionato), che fanno di lui il capocannoniere stagionale del club, che retrocede in terza divisione. Nel precampionato della stagione 2006-2007 subisce un infortunio ad una spalla, a causa del quale perde i primi 2 mesi della stagione: disputa infatti la sua prima partita stagionale il 31 ottobre 2006, subentrando dalla panchina e segnando la rete del definitivo 2-0 nella vittoria casalinga contro il Bournemouth in una partita del Football League Trophy. Dopo un ottimo inizio di stagione (3 reti nelle prime 5 partite ufficiali, compreso anche il campionato), comincia ad avere ulteriori problemi fisici, che gli impediscono di giocare con continuità per tutto il resto della stagione, che chiude con un bilancio di 13 presenze e 2 reti in campionato, 4 presenze e 2 reti in FA Cup e 2 presenze ed una rete nel Football League Trophy, per complessive 19 presenze e 5 reti fra tutte le competizioni. Anche nella stagione 2007-2008 fatica a trovare continuità: gioca infatti complessive 12 partite (8 in campionato, 2 in FA Cup, una in Coppa di Lega ed una nel Football League Trophy) segnando 2 reti (una in FA Cup ed una nel Football League Trophy) prima di essere ceduto, dopo complessive 95 presenze e 19 reti in partite ufficiali con il Millwall, allo Scunthorpe Utd il 18 gennaio 2008. Qui, nella seconda parte della stagione totalizza 21 presenze ed una rete in seconda divisione. L'anno seguente, disputato in terza divisione per via della retrocessione maturata nella stagione 2007-2008, contribuisce alla promozione (arrivata mediante la vittoria dei play-off) con 2 reti in 23 partite di campionato, a cui aggiunge 6 presenze ed una rete nelle varie coppe nazionali. Nel corso della stagione 2009-2010, disputata nuovamente in seconda divisione, May subisce una serie di infortuni alle caviglie che di fatto pregiudicano completamente la sua stagione: riesce infatti a giocare solamente una partita, subentrando nel finale della sconfitta casalinga per 3-1 contro il West Bromwich del 28 dicembre 2009; a fine stagione, il suo contratto in scadenza non viene rinnovato.
Dopo alcuni mesi di inattività, il 19 ottobre 2010 firma un contratto con lo Stevenage, club neopromosso per la prima volta nella sua storia in quarta divisione, con un ingaggio che, a causa dei suoi trascorsi in fatto di infortuni, è basato principalmente su bonus legati alle sue effettive presenze in campo; nel corso della stagione riesce a trovare una discreta continuità in termini di presenze (20 in campionato e 2 in FA Cup), segnando però un'unica rete, il 7 maggio 2011 nel pareggio per 3-3 in casa contro il Bury: si tratta della rete che vale la matematica qualificazione ai play-off (peraltro poi vinti), che però May non gioca a causa di un infortunio subito proprio nell'azione del gol. L'anno seguente gioca 10 partite (7 nel campionato di terza divisione e 3 in FA Cup) senza mai segnare, e nel gennaio del 2012 viene ceduto in prestito al Barnet, in quarta divisione: qui, nella seconda parte della stagione totalizza 11 presenze e 4 reti. A fine stagione il suo contratto con lo Stevenage non viene rinnovato. Nell'estate del 2012 si aggrega al Gillingham, club di quarta divisione, con cui gioca anche alcune amichevoli precampionato, senza però mai firmare un vero e proprio contratto con il club; ad inizio stagione, essendo ancora svincolato, va a giocare nei semiprofessionisti del Dover Athletic, in National League South (sesta divisione). Qui riesce per la prima volta dopo diversi anni a trascorrere un intero campionato senza infortuni: gioca infatti 45 partite (40 in campionato, 3 nei play-off e 2 in FA Cup) e realizza complessive 24 reti (21 in campionato, una nei play-off e 2 in FA Cup), grazie alle quali è il miglior marcatore stagionale del club.
Nell'estate del 2014 si trasferisce all'Ebbsfleet Utd, club della sua città natale, a sua volta militante in National League South. Qui nel corso della stagione gioca in totale 42 partite (33 in campionato, 3 nei play-off, 4 in FA Cup e 2 nella Kent Senior Cup, vinta in finale contro il Dover), segnando 12 reti (6 in campionato, una nei play-off e 5 nella Kent Senior Cup): gioca inoltre da titolare nella finale play-off, persa per 1-0 proprio contro il Dover, sua ex squadra dell'anno precedente. A fine stagione rinnova il contratto con il club ma, nel gennaio del 2015, dopo mezza stagione in cui non gioca nessuna partita ufficiale a causa di ricorrenti problemi fisici, rescinde consensualmente il contratto. Nella seconda parte della stagione viene comunque ingaggiato dal Bromley, sempre in National League South: anche qui gioca in modo sporadico, segnando comunque una rete in 9 presenze e vincendo il campionato. Viene riconfermato anche per la stagione 2015-2016, giocata in National League: a causa di un infortunio alla schiena gioca però solamente 16 partite, segnandovi 2 gol.

## Palmarès

### Club

#### Competizioni nazionali
- National League South: 1

Bromley: 2014-2015

#### Competizioni regionali
- Kent Senior Cup: 1

Ebblesfleet United: 2013-2014